# Qualificazioni al campionato mondiale maschile di pallavolo 2010 (CAVB)
Le qualificazioni per il campionato mondiale di pallavolo maschile 2010 dell'Africa, hanno messo in palio 3 posti per il campionato mondiale di pallavolo maschile 2010. Delle 53 squadre africane appartenenti alla CAVB e aventi diritto di partecipare alle qualificazioni, ne parteciparono 13.

## Squadre partecipanti
| - Algeria - Botswana - Camerun - Egitto - Kenya - Malawi - Marocco | - Mauritius - Mozambico - Nigeria - Sudafrica - Tunisia - Zimbabwe |

## Seconda fase

### Squadre partecipanti
| - Algeria - Malawi - Marocco - Mauritius - Mozambico - Nigeria - Zimbabwe |

### Gironi
| Girone A                | Girone B                            |
| ----------------------- | ----------------------------------- |
| Algeria Marocco Nigeria | Malawi Mauritius Mozambico Zimbabwe |

### Qualificate alla terza fase
- Algeria
- Marocco
- Mauritius
- Mozambico
- Nigeria
- Zimbabwe

## Terza fase

### Squadre partecipanti
| - Algeria - Botswana - Camerun - Egitto - Kenya - Marocco | - Mauritius - Mozambico - Nigeria - Sudafrica - Tunisia - Zimbabwe |

### Gironi
| Girone C                        | Girone D                        | Girone E                             |
| ------------------------------- | ------------------------------- | ------------------------------------ |
| Botswana Egitto Marocco Nigeria | Algeria Kenya Mozambico Tunisia | Camerun Mauritius Sudafrica Zimbabwe |

### Qualificate ai mondiali
- Camerun
- Egitto
- Tunisia